# Ibrahim Šehić
Ibrahim Šehić (* 2. September 1988 in Rogatica) ist ein bosnisch-herzegowinischer Fußballspieler, der für Konyaspor spielt.

## Karriere
Ibrahim Šehić begann mit dem Vereinsfußball in der Jugend von FK Željezničar Sarajevo und wurde hier Profi-Fußballer.
Zur Spielzeit 2011/12 wechselte der Torhüter in die Türkei zum Süper-Lig-Verein Mersin İdman Yurdu. Hier wurde er auf Anhieb Stammspieler.
Nachdem Mersin İY im Sommer 2013 den Klassenerhalt in der Süper Lig verfehlt hatte, verließ Šehić den Klub und wechselte zum aserbaidschanischer Verein Qarabağ Ağdam. Nach fünf Jahren in Aserbaidschan wechselte Šehić erneut in die Türkei zum Aufsteiger Büyükşehir Belediye Erzurumspor.

### Nationalmannschaft
Šehić spielte bis 2010 elfmal für die bosnische U-21-Nationalmannschaft. 2010 machte er auch sein Länderspieldebüt für die bosnische A-Nationalmannschaft.